# 키나드 3세 막 두브
키나드 막 두브(중세 아일랜드어: Cináed mac Duib, 스코틀랜드 게일어: Coinneach mac Dhuibh, 966년경 - 1005년 3월 25일) 갈색왕(마가히어: An Donn, 영어: the Brown)은 997년에서 1005년 사이 알바 왕국의 왕이다. 두브 막 말 콜룸의 아들이다. 많은 문헌들에서 키나드를 "두브의 아들 키나드의 아들 기리크"라고 지칭하는데 이것은 오류로 생각된다. 또는 키나드에게 기리크라는 아들이 있어서 부자가 공동왕으로 나라를 통치했다는 설도 있다.
키나드의 치세에 일어난 것으로 기록된 사건은 길레 코엠간 막 키나다(Gille Coemgáin mac Cináeda)가 둥갈 막 키나다(Dúngal mac Cináeda)를 죽인 것 뿐이다. 이는 에린 왕국 편년사에 999년 기사로 실려 있다. 그러나 죽고 죽인 두 사람의 아버지인 키나드("막 키나다"란 "키나드의 아들"이라는 뜻의 부칭)가 같은 사람인지, 또는 다른 사람인지, 같거나 다른 사람이라면 키나드 3세인지 키나드 2세인지 아니면 다른 동명이인인지는 알 수 없다. 애초에 이 사건이 스코틀랜드 땅에서 일어난 것인지 여부조차도 확실하지 않다. 길레 코엠간 막 키나다는 울라 편년사에도 등장하는데, 1035년 기사에 길레 코엠간의 이름을 알 수 없는 손녀가 그 남편 카할(Cathal)과 함께 켈라크(Cellach)의 아들 아말가드(Amalgaid)에게 살해당했다는 기록이 있다. 길레 코엠간의 손녀사위 카할은 라긴 서부의 왕이라고 한다.
키나드 3세는 1005년 스트라던의 몬지에바르드에서 말 콜룸 막 키나다와 싸우다 죽었고 말 콜룸 막 키나다가 말 콜룸 2세로 즉위했다. 울라 편년사, 스코티의 연대기. 알바 열왕 편년사. 베르한의 예언시 모두 전투가 벌어진 장소를 같은 곳으로 지목하고 있다. 그루오크 잉겐 베터의 아버지로 맥베스의 장인이 되는 베터 막 키나다의 아버지가 키나드 3세인지 키나드 2세인지는 정확히 알 수 없으나 대개 키나드 3세라고 여겨진다. 1032년 베터의 아들 또는 손자가 말 콜룸 2세에게 죽었다고 울라 편년사에 기록되어 있다.